# جادوگرها
جادوگرها  (به انگلیسی: The Witches) یکی از آثار رولد دال نویسندهٔ انگلیسی است که برای کودکان نوشته شده‌است.

## خلاصه داستان
یک پسر بچهٔ انگلیسی نروژی‌تبار، برای تعطیلات کریسمس به همراه مادر و پدر خود، به نروژ می‌رود تا مادربزرگش را ببیند. مادر و پدرش در یک حادثهٔ رانندگی کشته می‌شوند. مادربزرگش سرپرستی او را به عهده می‌گیرد. مادربزرگش برای او داستان‌هایی از جادوگرها تعریف می‌کند. پس از مدتی پسر و مادر بزرگ طبق وصیت‌نامهٔ پدرش به ناچار به انگلستان باز می‌گردند. او در انگلستان از دام یک جادوگر فرار می‌کند. او و مادربزرگش تصمیم می‌گیرند برای تعطیلات تابستان به نروژ سفر کنند. اما بیماری سینه‌پهلوی مادربزرگ آنها را از سفرشان به نروژ باز می‌دارد. آنها به ناچار عازم سفر جنوب انگلستان می‌شوند. اتفاقا هتلی که او و مادربزرگ در آن مستقر می‌شوند محل جلسهٔ سالانهٔ جادوگرها است! پسر بچه پس از ورود اتفاقی به مجمع جادو گران و دیدن یک سری اتفاقات عجیب توسط فرمول موش‌ساز جادوگر اعظم تبدیل به یک موش می‌شود. سرانجام او و مادر بزرگ به کمک هم، تمام جادوگرهای انگلستان را به موش تبدیل می‌کنند.
در سال 2020 فیلمی بر اساس همین کتاب ساخته شد.